# Walckenaeria coreana
Walckenaeria coreana là một loài nhện trong họ Linyphiidae.
Loài này thuộc chi Walckenaeria. Walckenaeria coreana được Kap Yong Paik miêu tả năm 1983.